# ای‌سی‌ای‌زد تی.۲
ای‌سی‌ای‌زد تی. ۲ (به انگلیسی: ACAZ_T.2) یک هواگرد ملخ‌پیشین تک‌موتوره از نوع هواگرد سبک ساخت شرکت Ateliers de Construction Aéronautique de Zeebruges (ACAZ) است. هواگرد ای‌سی‌ای‌زد تی. ۲ نخستین پروازش را در ۱۹۲۴ میلادی انجام داد. در مجموع، تعداد ۲ فروند از این هواگرد ساخته شده‌است.
طراح این هواگرد، Alfred Renard and Emile Allard بود.